# Avlabari
Avlabari (gruzinsko ავლაბარი) je soseska Starega Tbilisija na levem bregu (vzhodna stran) reke Kure/Mtkvari. Kronike 11. do 13. stoletja ga omenjajo kot Isani, ki je danes ena večjih občinskih delov Tbilisija. Danes se Avlabari razvija v moderno predmestje s široko ponudbo turističnih in storitvenih uslug višjega razreda.

## Armenska skupnost
Avlabari (armensko: Հավլաբար Havlabar) je bil dolgo znan kot središče armenskega življenja Tbilisija . Armenski panteon, znan tudi pod imenom Khojivank (gruzijsko: ხოჯივანქი Khojivank'i; armensko: Խոջիվանք) ali Khojavank (armensko: Խոջավանք), je armenski arhitekturni kompleks v severovzhodnem delu okrožja Avlabari. Tam je pokopanih veliko znamenitih armenskih pisateljev, umetnikov in javnih osebnosti. Prej je obsegal veliko spominsko pokopališče in armensko cerkev Matere Božje (cerkev sv. Astvacacin). Cerkev in večji del pokopališča so uničili leta 1937, večina preostalega dela pokopališča pa je bila uničena med letoma 1995 in 2004 med gradnjo stolnice Svete Trojice. ostal je majhen del skupaj z nekaj preseljenimi nagrobniki. Do nedavnega je bil Avlabari močno poseljen z Armenci, v zadnjem času pa se je njihovo število zmanjšalo.

## Cerkve
Cerkve v okrožju Avlabari so:
- Stolnica svete Trojice - tretja najvišja vzhodna pravoslavna stolnica na svetu
- Metehijska cerkev - najstarejša cerkev v Avlabariju
- Cerkev Rdečega evangelija, ruševine armenske apostolske cerkve iz 18. stoletja
- Ečmiadzinska cerkev, Tbilisi, armenska cerkev iz 18. stoletja v bližini trga Avlabari

## Galerija
- Metehijska cerkev
- Obnovljena postaja metroja
- Ečmiadzinska cerkev iz 18. stoletja
- Ruševine armenske apostolske cerkve Rdečega evangelija
- Ostanki Darejanine palače
- Raffijev spomenik